# Exploration Team
„Echipa de explorare” (în engleză: "Exploration Team") este o nuveletă științifico-fantastică a scriitorului american Murray Leinster, publicată inițial în numărul din martie 1956 al revistei Astounding Science Fiction. A câștigat premiul Hugo pentru cea mai bună nuveletă în 1956 (al doilea astfel de premiu oferit după The Darfsteller de Walter M. Miller Jr. în 1955).
În 1998, Gardner Dozois a descris „Echipa de explorare” ca o povestire „încordată, plină de suspans și înfricoșătoare”. El a continuat să observe că „practic este modelul de a scrie o aventură complicată și inteligentă care are loc pe o lume extraterestră”.
„Echipa de explorare” este una dintre lucrările din seria „Colonial Survey” a lui Leinster. Este, de asemenea, una dintre cele patru nuvelete ale sale care au fost rescrise și incluse în romanul Colonial Survey, unde apare ca un capitol intitulat „Echipa de luptă” ("Combat Team").

## Rezumat
Nuveleta are loc într-un viitor în care omenirea a început colonizarea planetelor din alte sisteme solare. Agenția Colonial Survey a decretat planeta (fictivă) Loren 2 ca fiind interzisă, din cauza animalelor native extrem de periculoase. În ciuda acestui decretul, Colonial Survey a autorizat o colonie experimentală pe această planetă. În același timp, locuitorii unei alte planete suprapopulată au fondat o stație de recunoaștere neautorizată pe Loren 2. Niciunul dintre cele două grupuri nu este conștient de existența celuilalt. Colonia autorizată este bine finanțată, formată din câteva persoane echipate cu echipamente robotizate avansate și alte echipamente. Echipa de recunoaștere neautorizată este formată dintr-un singur bărbat, Huyghens (fără prenume), care este însoțit de un vultur și patru urși Kodiak special crescuți. Urșii au fost special crescuți (povestirea folosește termenul „mutație”) astfel încât să aibă profilul psihologic al câinilor. Sunt prietenoși cu oamenii și pot lucra în echipe.
Când începe povestirea, Huyghens recepționează un semnal care indică faptul că o navă este pe cale să aterizeze lângă stația sa. De pe navă coboară singurul său pasager, un ofițer de la Colonial Survey numit Roane (fără prenume) și apoi pleacă. Roane își dă seama curând că Huyghens stă ilegal pe planetă și că baliza sa de semnalizare (a lui Huyghens) nu este cea a coloniei autorizate. La rândul său, Huyghens este surprins să afle că mai există o colonie autorizată pe aceeași planetă. Cei doi bărbați încep să se gândească de ce baliza de semnalizare a coloniei autorizate nu funcționează și, curând, își dau seama că a fost înlocuit cu un far de urgență bazat pe o tehnologie mai primitivă. Pe baza acestui lucru, cei doi bărbați presupun că aceea colonie autorizată a fost copleșită de prădătorii indigeni și că unii coloniști ar putea fi încă în viață în tunelurile minelor pe care ar fi trebuit să le sape coloniștii.
Huyghens și Roane, împreună cu urșii și vulturul, încep o periculoasă călătorie pe planetă pentru a determina care este situația reală a coloniei autorizate.

## Istoria publicării
În afară de publicația sa originală în numărul din martie 1956 al Astounding Science Fiction, „Echipa de explorare” nu a mai apărut în nicio revistă până la numărul din mai 1962 (nr. 43) al revistei în limba franceză Satellite, unde a fost tradusă ca „Les meilleurs amis de l'homme" („Cei mai buni prieteni ai omului").
Povestea a fost culeasă în antologii de cel puțin zece ori, inclusiv de trei ori în limba italiană (una sub titlul „Colonia vietata”  - „Colonia ilegală”) și o dată în limba germană. Povestea apare și în două colecții dedicate operei lui Leinster - First Contacts (NESFA Press, 1998) și într-o colecție în limba italiană, numărul din vara anului 1985 al revistei Millemondi, precum și volumul 1 din seria The Hugo Winners.
Datele de mai sus au fost preluate din prezentarea povestirii în baza de date Internet Speculative Fiction Database (vedeți și secțiunea Legături externe de mai jos). Mai multe detalii despre istoricul publicării sale pot fi găsite la lista respectivă.

## Primire
Floyd C. Gale a afirmat în 1963 că povestirea a fost cea mai bună din volumul 1 The Hugo Winners, lăudându-l pe Leinster pentru că a reușit să se adapteze la schimbările din științifico-fantastic pe parcursul unei cariere de câteva decenii.